# NPo Almirante Maximiano (H-41)
La NPo Almirante Maximiano (distintivo ottico H-41) è una nave rompighiaccio e da ricerca oceanografica della Marina brasiliana.
La nave è intitolata all'ammiraglio Maximiano Eduardo da Silva Fonseca.

## Storia
La nave è stata costruita dalla Todd Pacific Shipyards (ora Vigor Shipyards) di Seattle, Washington ed è stata varata il 13 febbraio 1974. Il 3 settembre 2008 è stata acquisita dalla Marinha do Brasil per il Programa Antártico Brasileiro (PROANTAR).